# Liber Pontificalis
A Liber Pontificalis (magyarul Pápák könyve) az első évszázadok pápai életrajzainak kronológikus gyűjteménye.
Eredetileg csak a római püspökök nevét és pontifikátusainak időtartamát tartalmazta. A 6. században legendákkal kibővítve  már közli a pápa és az apjának születési nevét, helyét, halálát, rendelkezéseit, teológiai nyilatkozatait is. Történelmileg megbízhatatlan; valójában az első pápákról semmi bizonyosat nem tudunk.
Az első összeállítás 530 körül keletkezett, ismeretlen szerzője jelentősen kibővítette a Libériusz pápáig terjedő katalógust és III. Félix pápa pontifikátusáig folytatta. A Félix- és Konon-katalógusok kivonatosan tartalmazzák ezt a gyűjteményt. Ez utóbbi katalógusban Konon pápa élete és tevékenysége is szerepel.
Az 5. illetve 6. századtól kezdve a Liber Pontificalist Laterán scriptoriumában írták. Anastasius Bibliotecarius, a későbbi III. Anasztáz ellenpápa nevéhez fűződik az első rész, amely a 9. századig fedi le a pontifikátusokat, és szinte teljes egészében megmaradt. Az irat továbbra is a pápaságot védte, például I. Honoriusznak nem rótta fel a monothelétizmus vitájában játszott kétséges szerepét.
Boso (Breakspeare) kardinális újra szerkesztette a 12. században, majd Troppaui Márton domonkos szerzetes, krónikás és Bernardo Gui domonkos szerzetes és inkvizítor folytatták.

## Fordítás
- Ez a szócikk részben vagy egészben  a   Liber Pontificalis című német Wikipédia-szócikk fordításán alapul.  Az eredeti cikk szerkesztőit annak laptörténete sorolja fel. Ez a jelzés csupán a megfogalmazás eredetét és a szerzői jogokat jelzi, nem szolgál a cikkben szereplő információk forrásmegjelöléseként.